# Cholevinae
Cholevinae (лат.) — подсемейство жесткокрылых из семейства Лейодиды (Leiodidae, или отдельное семейство Cholevidae). Более 1700 видов.

## Распространение
Встречаются повсеместно на всех континентах, кроме Антарктиды. Высок уровень эндемизма. Около 500 видов эндемики пещер, из них около 400 встречаются только в одной пещере. Из всех известных пещерных жуков около 1/3 принадлежат Cholevinae. Однако основная область распространения находится в западной части Палеарктики. Для Европы эндемичны около 1000 видов, включая более 250 эндемиков Балкан.

## Описание
Мелкие жуки, длина тела от 0,8 до 9 мм. 8-й членик усиков мельче, чем 7-й и 9-й антенномеры. Большинство видов обитает на земле, в листве или в подстилке, где они, вероятно, питаются в основном грибковыми спорами, а также на падали. Обитатели подстилочного слоя и пещер, сапрофаги, детритофаги, некрофаги, гуанофилы и обычно гигрофилы и избегающие света, также в норах мелких млекопитающих и гнёздах птиц, встречаются мирмекофилы.
Кроме того, подсемейство включает в себя некоторые виды наиболее приспособленные к жизни в подземных средах обитания. Например, вид Leptodirus hochenwartii Schmidt, 1832 известен тем, что часто упоминается в биоспелеологии как первый троглобиотный вид, который когда-либо был обнаружен и назван. Пещерные виды обладают рядом троглобионтных признаков, многие слепы (Graciliella).
Среди мирмекофильных таксонов такие роды как Attaephilus, Attumbra, Catopomorphus, Choleva, Echinocoleus, Eocatops, Nargus, Nemadus, Philomessor, Ptomaphagus и Synaulus.

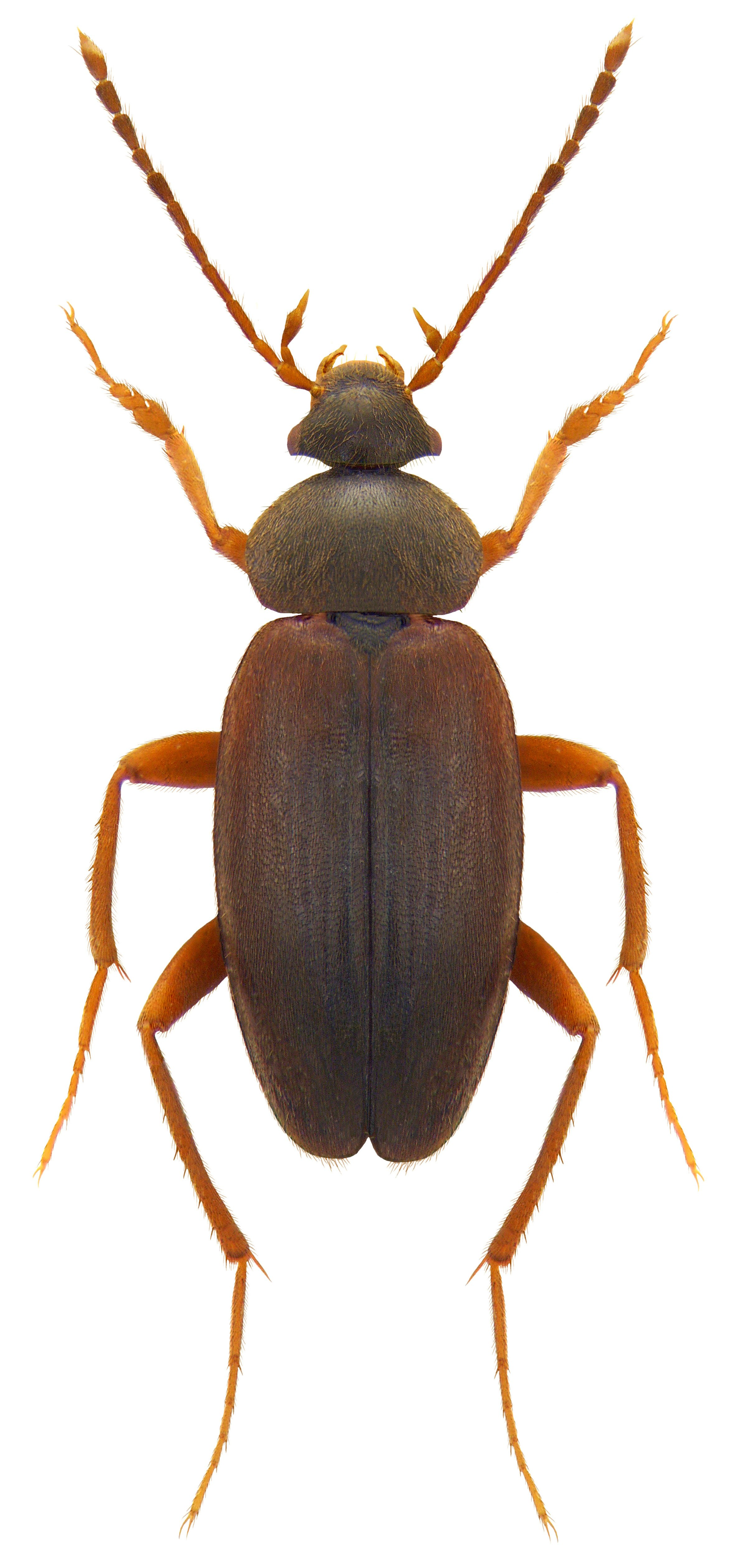
Choleva angustata
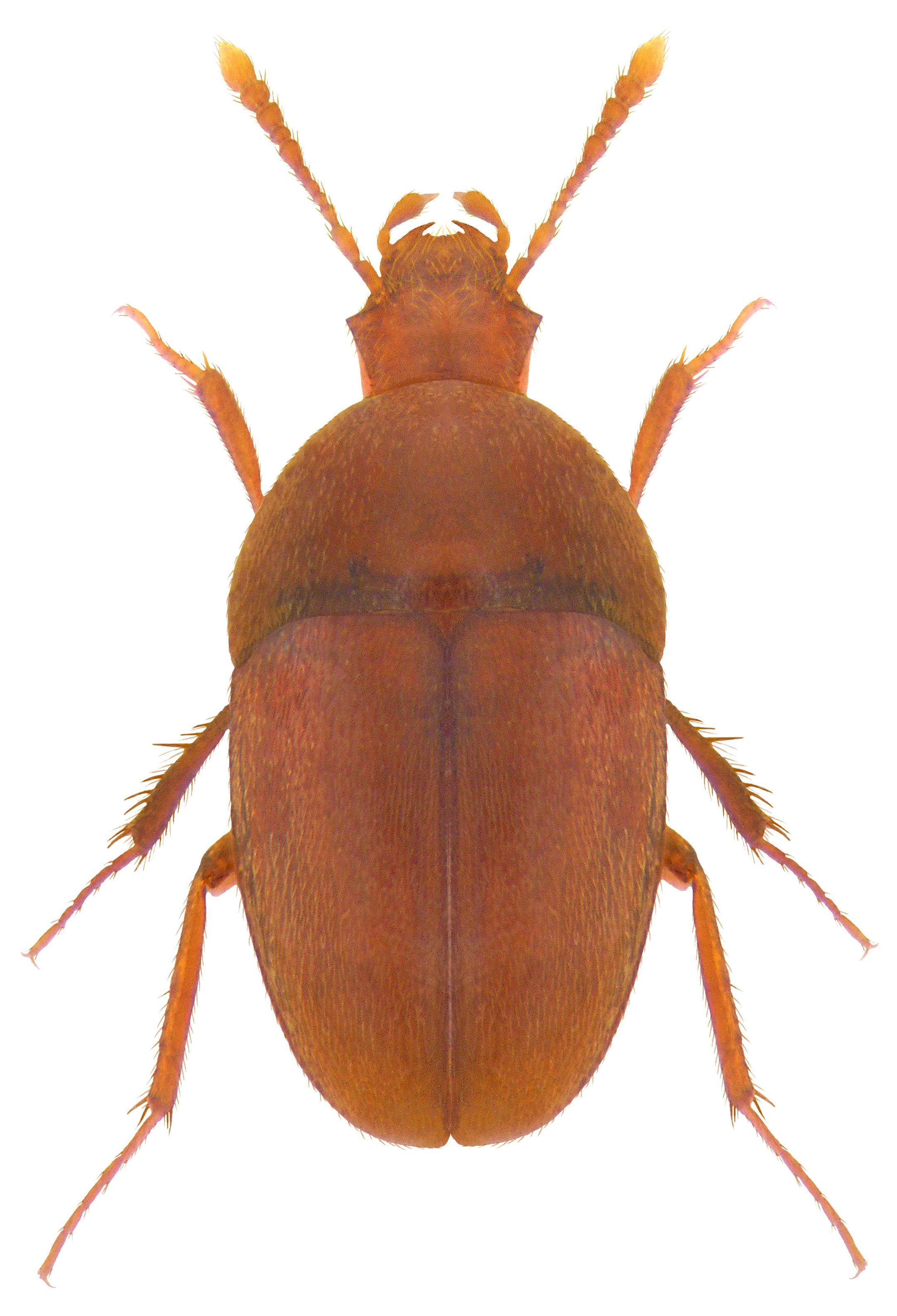
Parabathyscia wollastoni
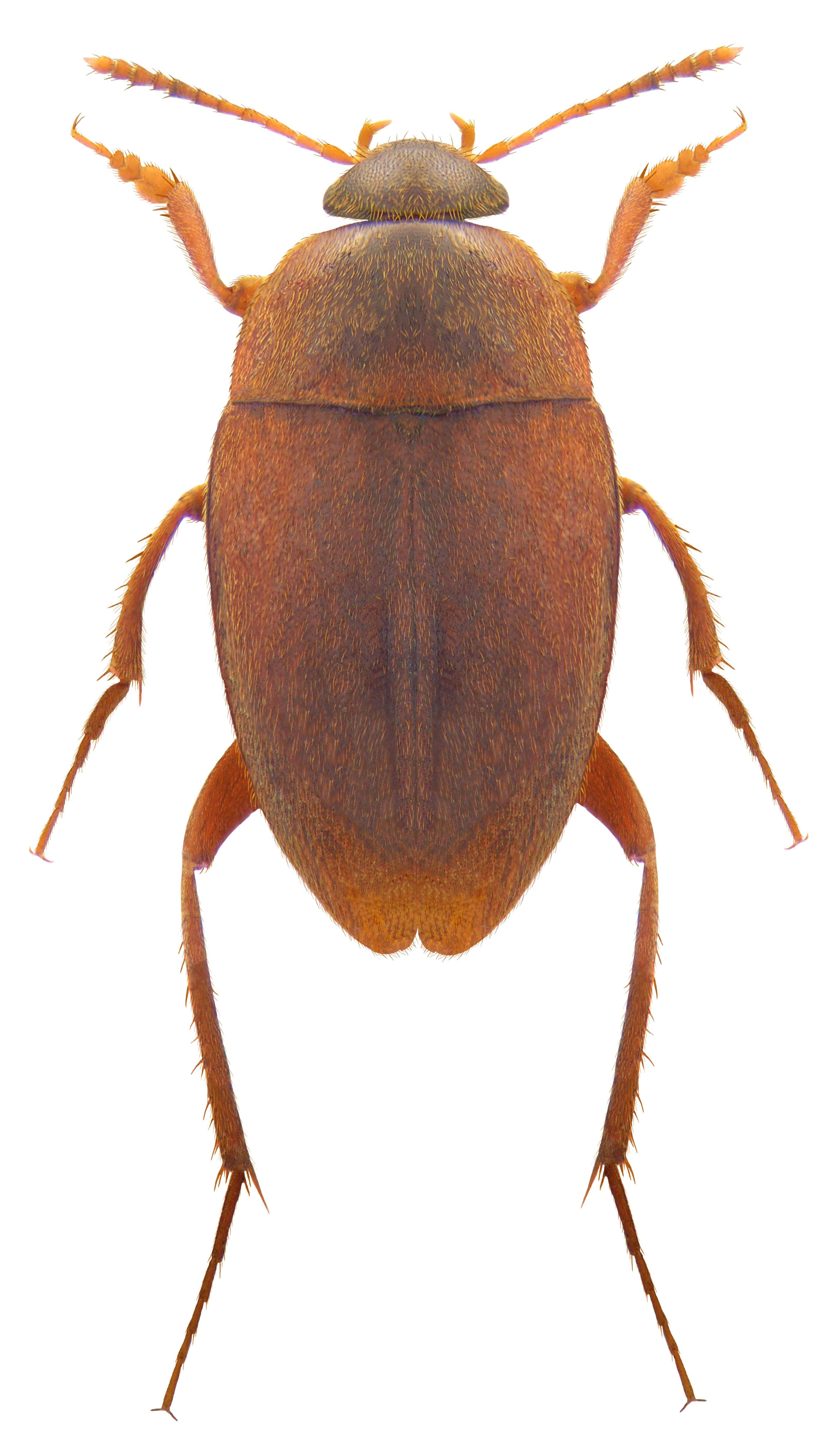
Catopidius depressus
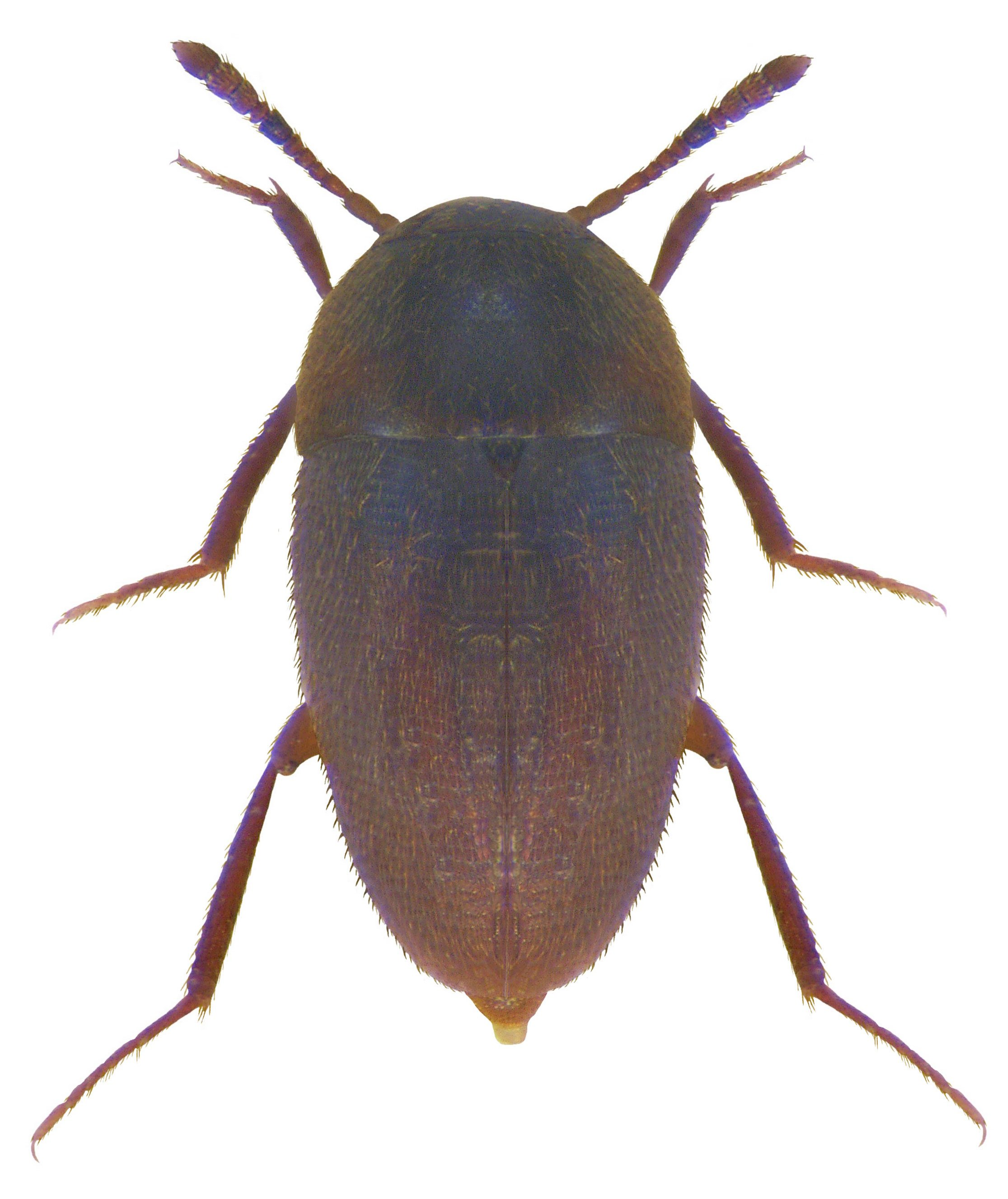
Nemadus colonoides
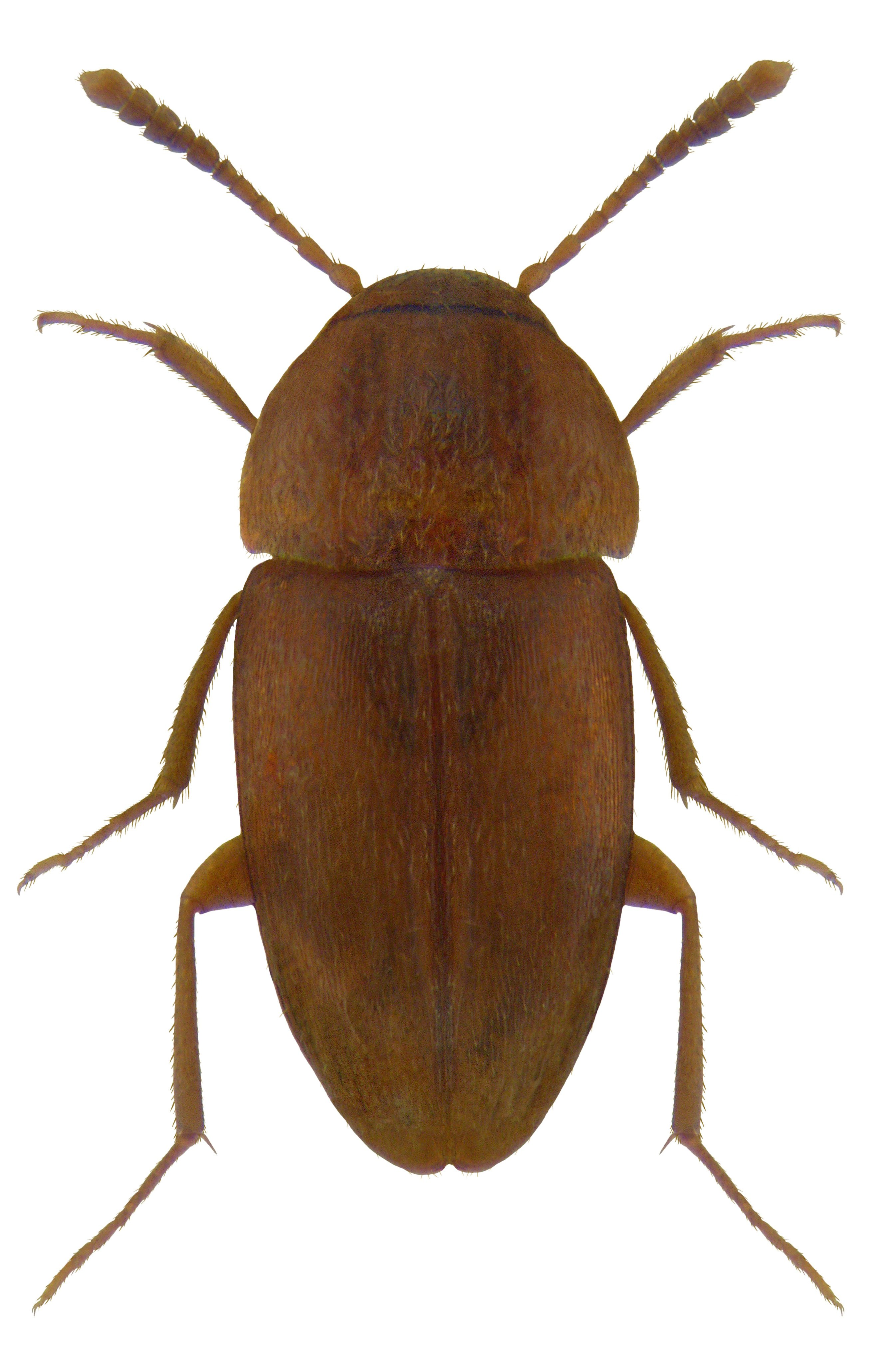
Nargus wilkinii
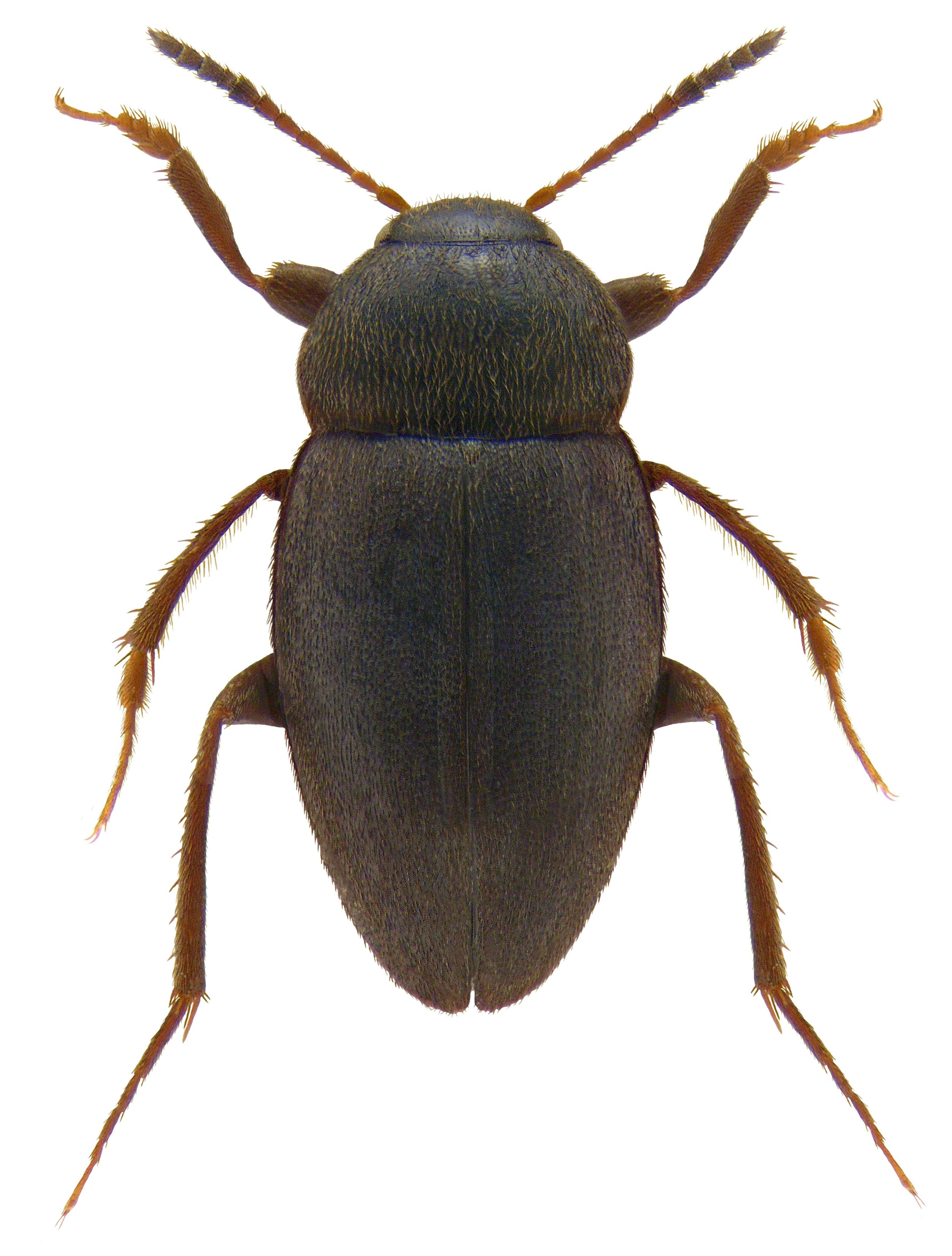
Catops fuliginosus
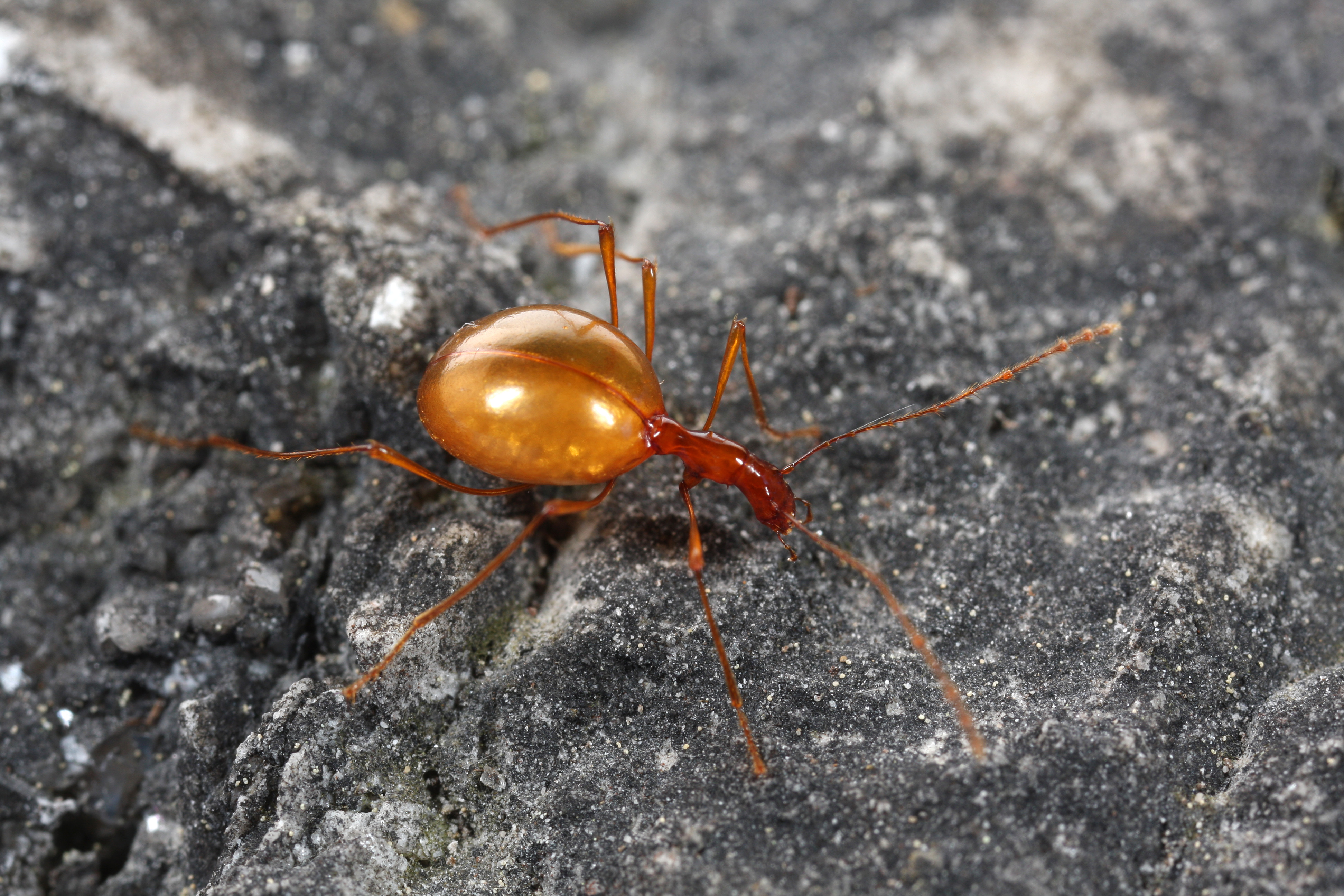
Leptodirus hochenwarti
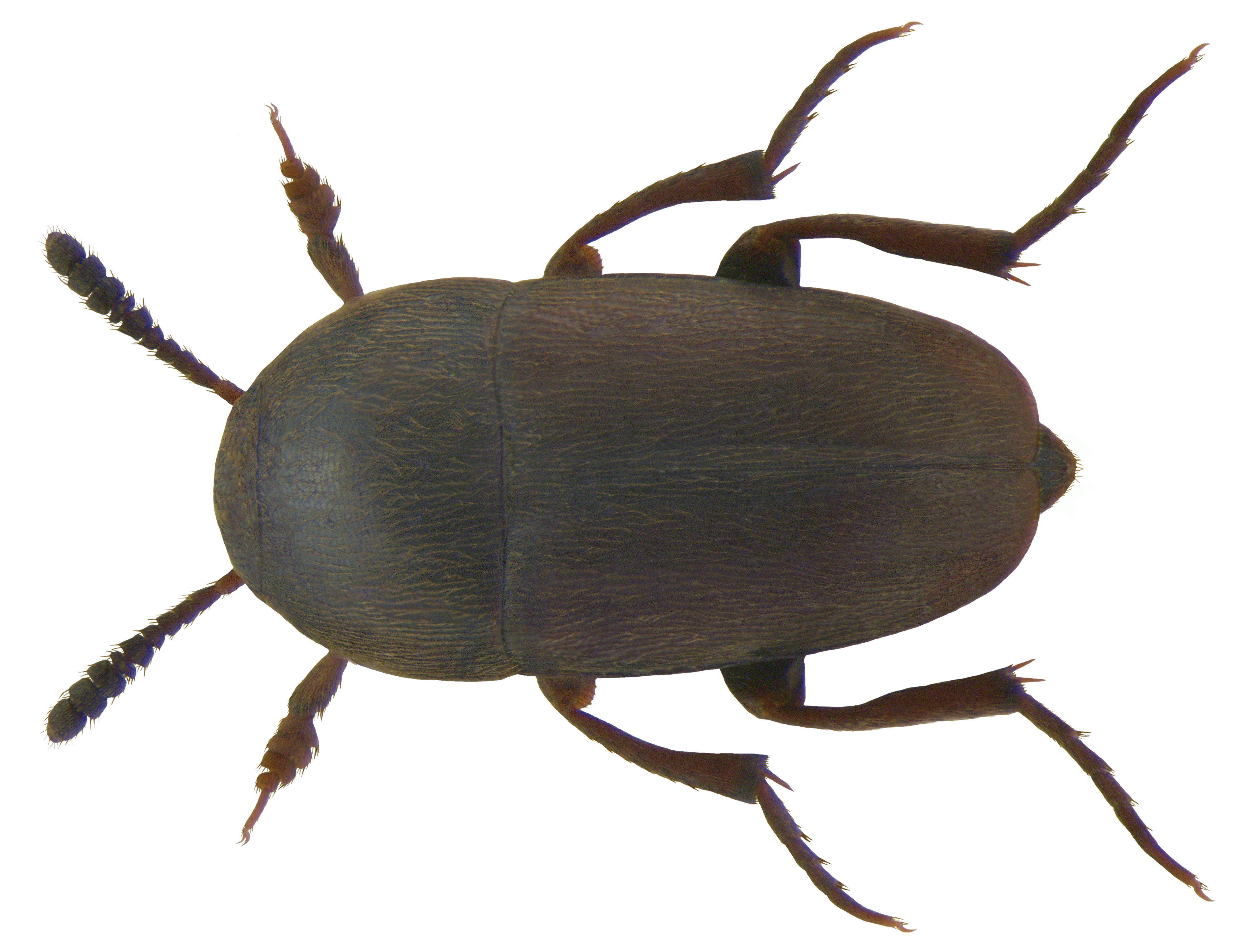
Ptomaphagus subvillosus

## Палеонтология
Древнейшие ископаемые формы представлены в меловых испанском янтаре (Cretaciella sorianoae) и в бирманском янтаре. Также найдены в эоценовых отложениях Польши, России и Украины.
- † Aranzadiella Espaol, 1972
- † Catops nathani Perkovsky 2001 (балтийский янтарь, Польша)[11]
- † Catops perkovskyi Perreau 2012 (балтийский янтарь, Россия)[12]
- † Cretaciella sorianoae Perreau, 2019 (испанский янтарь, Испания)[8]
- † Nemadus microtomographicus Perreau and Tafforeau 2011 (балтийский янтарь, Россия)[13]
- † Petkovskiella Gueorguiev, 1976
- † Prionochaeta gratschevi Perkovsky 2009 (ровенский янтарь, Украина)[14]
- другие

## Классификация
Более 2000 видов (в 2011 году указывалась цифра 1700 видов, однако в результате интенсивных исследований было описано 255 новых видов холевин за десятилетие с 2005 по 2016). Около 300 родов в 7 трибах и 17 подтрибах, большинство родов (около 200) и видов (около 1000) в составе трибы Leptodirini. Ранее рассматривалось в качестве отдельного семейства или под названием Catopidae.  Близость к разлагающимся тушам животных была также причиной, по которой эта группа числилась среди жуков-падальщиков (Silphidae) до первой половины 20-го века. В 1979 году имя Catopidae было заменено на Cholevidae.
Среди крупнейших родов Catops (более 130 видов) из трибы Cholevini и Ptomaphaginus (около 100 видов) и Ptomaphagus (более 130 видов) в составе трибы Ptomaphagini.